# Bocfölde
Bocfölde község Zala vármegyében, a Zalaegerszegi járásban.

## Fekvése
A Zalai-dombság területén, a Göcsejben fekszik, a Felső-Válicka patak völgyében és attól nyugatra fekvő dombokon. A falu újabb része a térséget átszelő régi országút mellett fekszik, míg a régebbi házak inkább a domboldalakra épültek.
A közvetlenül határos települések: észak felől a megyeszékhely Zalaegerszeg, kelet felől Csatár, dél felől Sárhida, délnyugat felől Bak és Gellénháza, nyugat felől Nagylengyel, északnyugat felől pedig Bazita (Zalaegerszeg része).

### Megközelítése
Az ország távolabbi részei felől a legfontosabb közúti megközelítési útvonala a Nagykanizsa-Zalaegerszeg-Vasvár közt húzódó 74-es főút, mely az 1970-es évek vége óta a Válicka völgyének keleti oldalán halad, míg a község főutcája a főút régi nyomvonala, mely ma a 7410-es útszámot viseli. Csatárral és a 74-es főúttal a 73 229-es számú mellékút köti össze, valamint közigazgatási területét északnyugaton, egy rövid szakaszon érinti a Zalaegerszeg-Nova közt húzódó 7401-es út is.
A hazai vasútvonalak közül a települést a Zalaegerszeg–Rédics-vasútvonal érinti, melynek egy megállási pontja van a határai között. Bocfölde megállóhely a vonal állomásainak viszonylatában Zalaegerszeg vasútállomás és Sárhida megállóhely között található, fizikailag a belterület keleti szélé helyezkedik el, közvetlenül a Csatárra vezető út mellett.
Autóbuszok leginkább Zalaegerszegről érkeznek sűrűn, de Lenti, Szombathely, Pacsa és Nagykanizsa felé is több járat közlekedik; továbbá Keszthellyel és Budapesttel is összeköti napi egy-egy járat.

## Története
Bocfölde első említése 1247-ből való Buchfelden néven. Ekkor már egy Antiokheiai Szent Margit tiszteletére szentelt kápolnával rendelkezett, birtokosai a Hahót nemzetségből kerültek ki. Bár már korábban is pereskedés tárgya volt, a 15. században sokszor cserélt gazdát. Mindazonáltal ebben az időben komolyabban gyarapodott a község. 1426-ban új templomot kapott. A török portyázások hatására teljesen elnéptelenedett, és csak a 18. században népesült újra. A település birtokosa a nemes boczföldei Visi család lett (leszármazottai a Visy, Vizsy és Vizsi névváltozatokat használták). Tóth másképp Visy Péter és István 1717. június 12-én III. Károly magyar királytól királyi adományban szerezték özvegy Mizdó Ferencné bebesi Bebessy Judit zalai földbirtokait, amelyeket örökbefogadó anyjukként rájuk hagyott.
Az 1767-ei úrbárium összeírásában a helyi úrbéri birtokosokként boczföldei Visi István örökösei, boczföldei Visi Márton örökösei, boczföldei Visi Katalin, nemesnépi Marton Györgyné boczföldei Visi Anna (1743-1817), és boczföldi Visi Éva, valamint sidi Sidy Pál (1723-1779) alszolgabiró, és özvegy tubolyszeghi Tuboly Lászlóné németszecsődi Tarródy Julianna úrnő szerepeltek.
Az 1990-es években befejeződött az infrastruktúra kiépülése. A falu vonzóvá vált a zalaegerszegiek körében, így egyre több új ház épült Bocföldén. A településen polgárőrség is működik.

## Közélete

### Polgármesterei
- 1990–1994: Simonffy János (független)[7]
- 1994–1998: Simonffy János (független)[8]
- 1998–2002: Simonffy János (független)[9]
- 2002–2006: Pálfi István (független)[10]
- 2006–2010: Lendvai Miklós (független)[11]
- 2010–2014: Pálfi István (független)[12]
- 2014–2015: Németh Antal (független)[13]
- 2015–2019: Lendvai Miklós (független)[14]
- 2019–2024: Bakos Sándor (független)[15]
- 2024– : Bakos Sándor (független)[1]

A településen 2015. július 12-én időközi polgármester-választást tartottak, az előző polgármester lemondása miatt.

## Népesség
A település népességének változása:
| Lakosok száma | 1123 | 1125 | 1123 | 1157 | 1178 | 1159 | 1140 |
|               | 2013 | 2014 | 2015 | 2021 | 2022 | 2023 | 2024 |

A 2011-es népszámlálás idején a nemzetiségi megoszlás a következő volt: magyar 91%, cigány 7%, német 0,8%. A lakosok 64,5%-a római katolikusnak, 1,65% reformátusnak, 0,5% evangélikusnak, 7,1% felekezeten kívülinek vallotta magát (25% nem nyilatkozott).
2022-ben a lakosság 91,3%-a vallotta magát magyarnak, 5,3% cigánynak, 1,3% németnek, 1,1% ukránnak, 2,3% egyéb, nem hazai nemzetiségűnek (7,7% nem nyilatkozott; a kettős identitások miatt a végösszeg nagyobb lehet 100%-nál). Vallásuk szerint 54,9% volt római katolikus, 1,7% református, 0,7% evangélikus, 0,2% görög katolikus, 0,1% ortodox, 1,4% egyéb keresztény, 0,7% egyéb katolikus, 6,8% felekezeten kívüli (33,5% nem válaszolt).

## Nevezetességei
- Kőkereszt
- Római katolikus templom (1943)
- Elesett helyi katonák (1848-II.VH) emlékműve
- Régi tűzoltófecskendő
- kb. 500 éves szelídgesztenyefa
- Két kb. 110 éves hársfa
- Erdei ciklámen gyakori a környező erdőkben, ezért rákerült a falu címerére

## A település az irodalomban
- Érintőlegesen szerepel a település Bödőcs Tibor humorista első regényében, a zalai vidéki helyszínek sokaságát felvillantó Meg se kínáltak című kötetben (a 13. fejezetben).

## Képgaléria

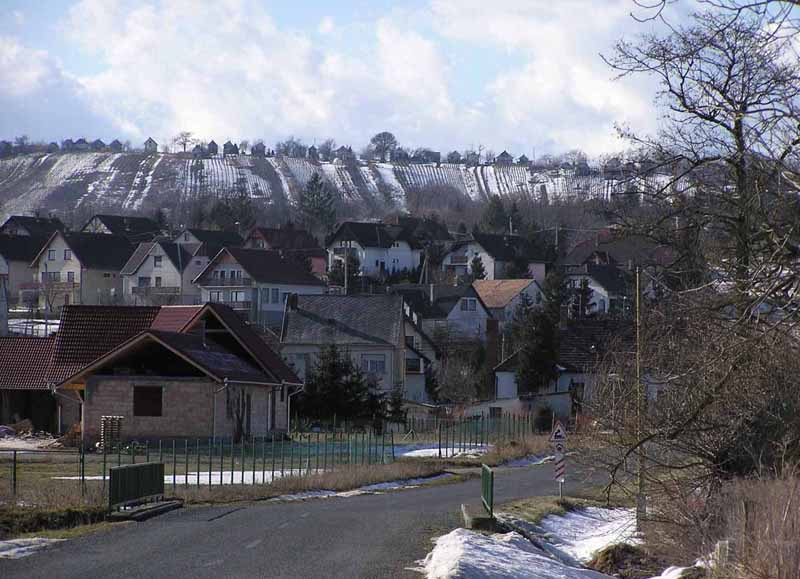
Bocfölde látképe
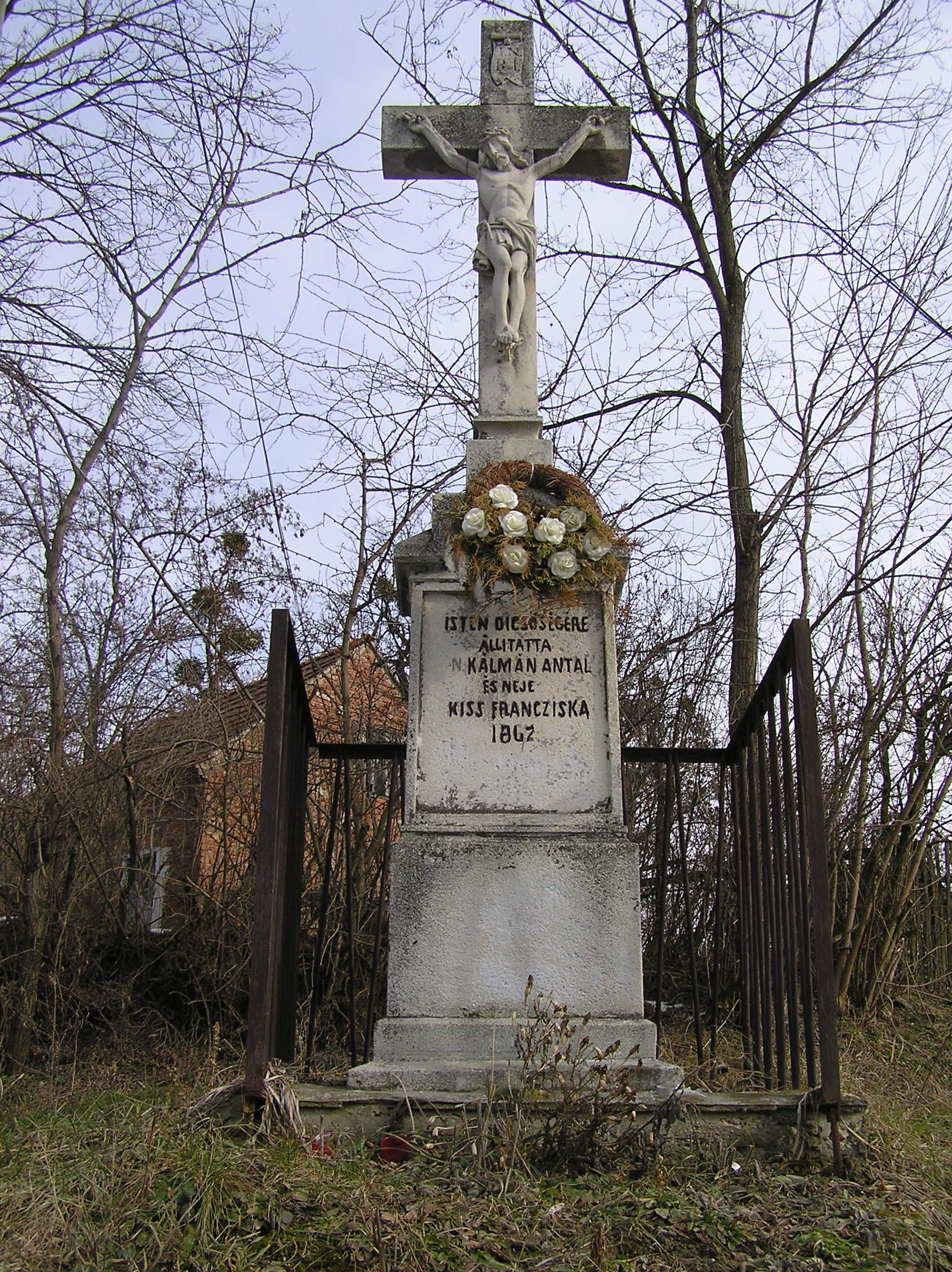
Kőkereszt
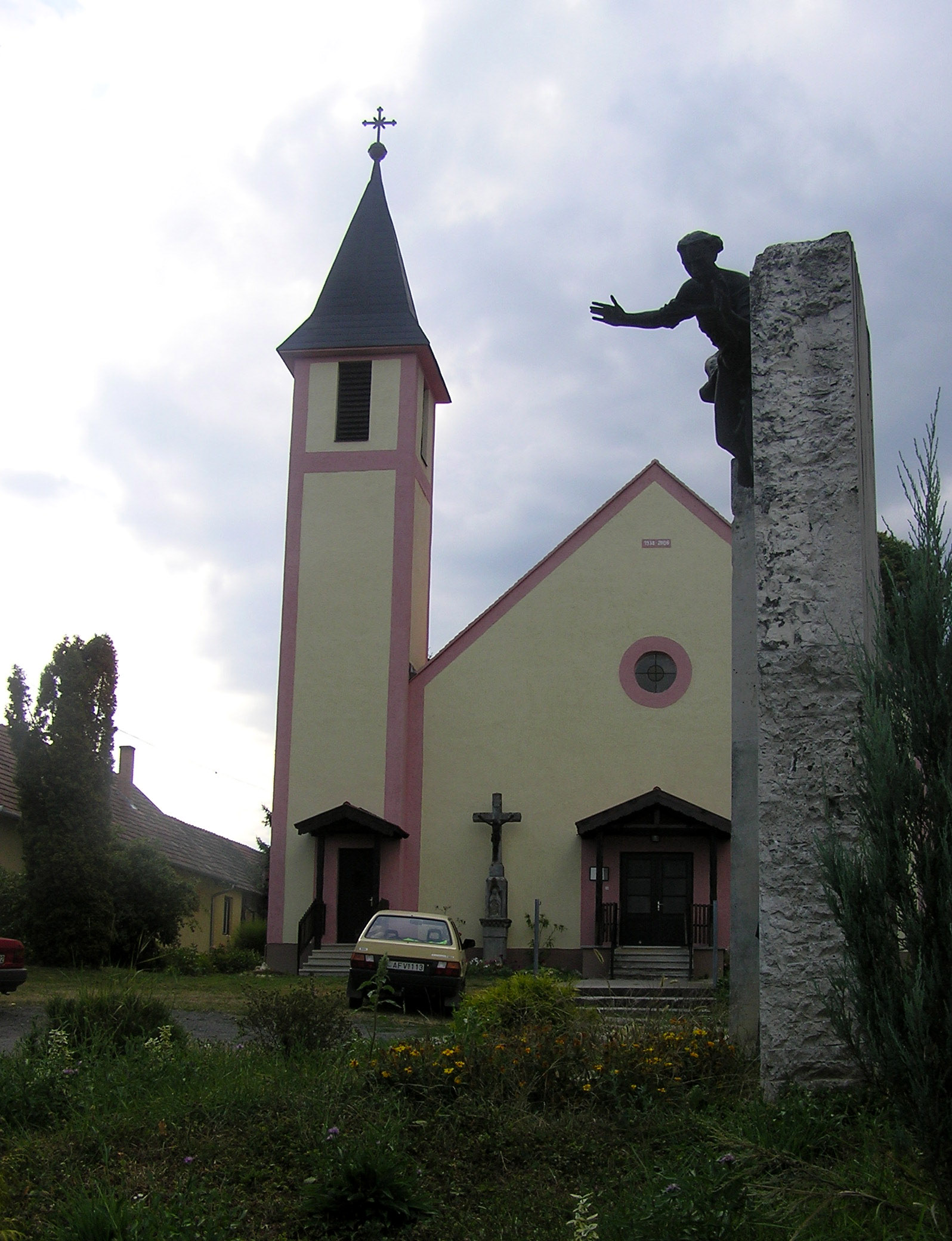
Római katolikus templom és katonai emlékmű
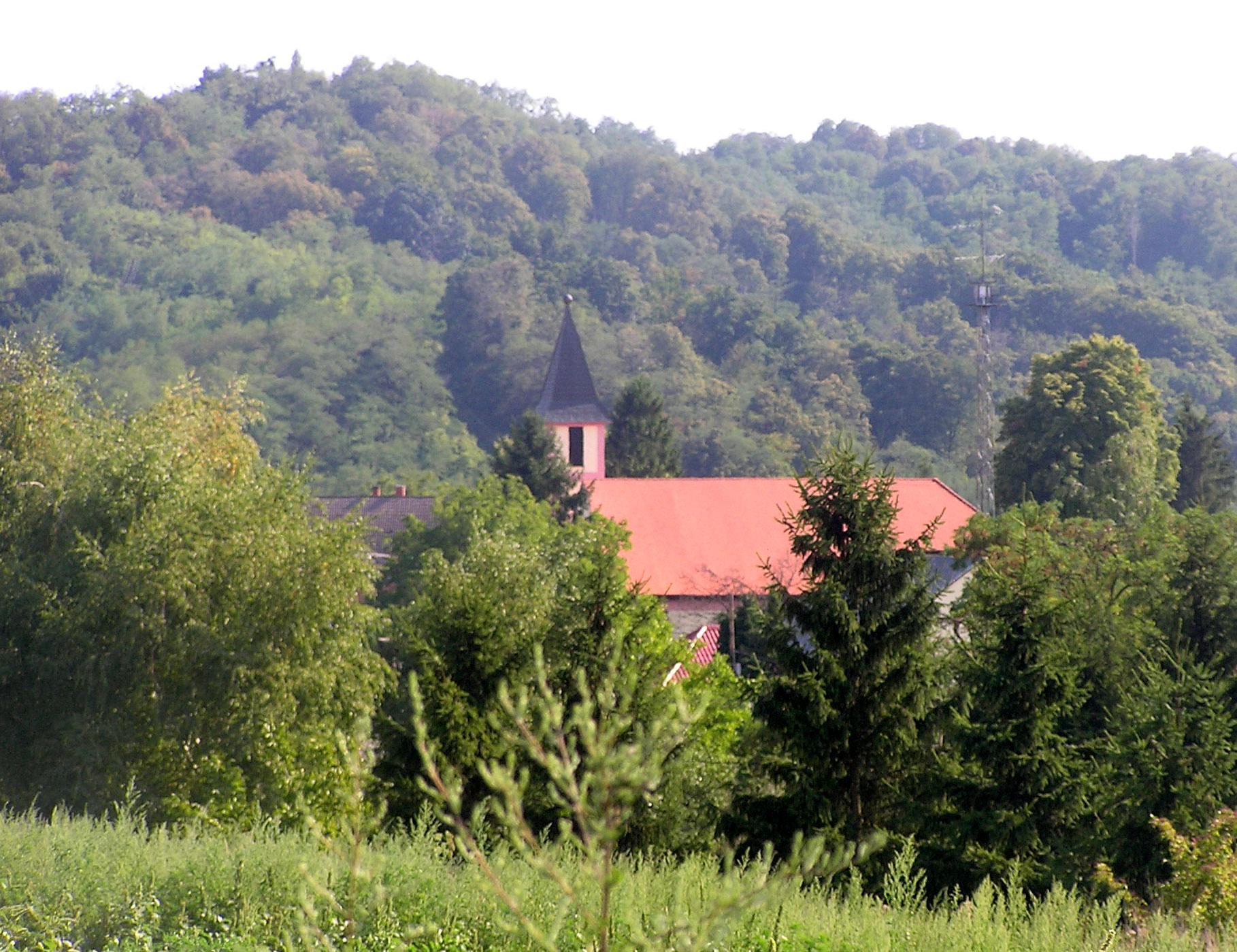
Bocfölde temploma oldalról